# Oreodera leucostigma
Oreodera leucostigma là một loài bọ cánh cứng trong họ Cerambycidae.